# Masacre de Panjiayu
La masacre de Panjiayu (en chino: 潘家峪惨案) fue una masacre llevada a cabo por el Ejército Imperial Japonés el 25 de enero de 1941 en Panjiayu, en Hebei, China. Se estima que 1.298 de las 1.700 personas que vivían en Panjiayu fueron asesinadas. Esta tragedia fue un ejemplo de la Política de los Tres Todos del ejército japonés en la segunda guerra sino-japonesa. El gobierno chino construyó un salón conmemorativo en ese pueblo en 1998.
Esta masacre fue el resultado de la recopilación y el análisis de información detallada realizada por el general Yasuji Okamura, quien decretó que las aldeas sospechosas de albergar o instigar a las fuerzas comunistas chinas debían ser completamente destruidas como parte de la creación de una tierra de nadie amortiguadora alrededor de las áreas controladas por los japoneses. efectivo. En estas "tierras de nadie", no debería existir nada vivo ni refugios disponibles.
Como parte de la estrategia, los japoneses atacaron y masacraron deliberadamente la aldea el día del Año Nuevo chino de 1941.